# Faglia anatolica orientale

Faglie nell'area anatolica e del vicino oriente

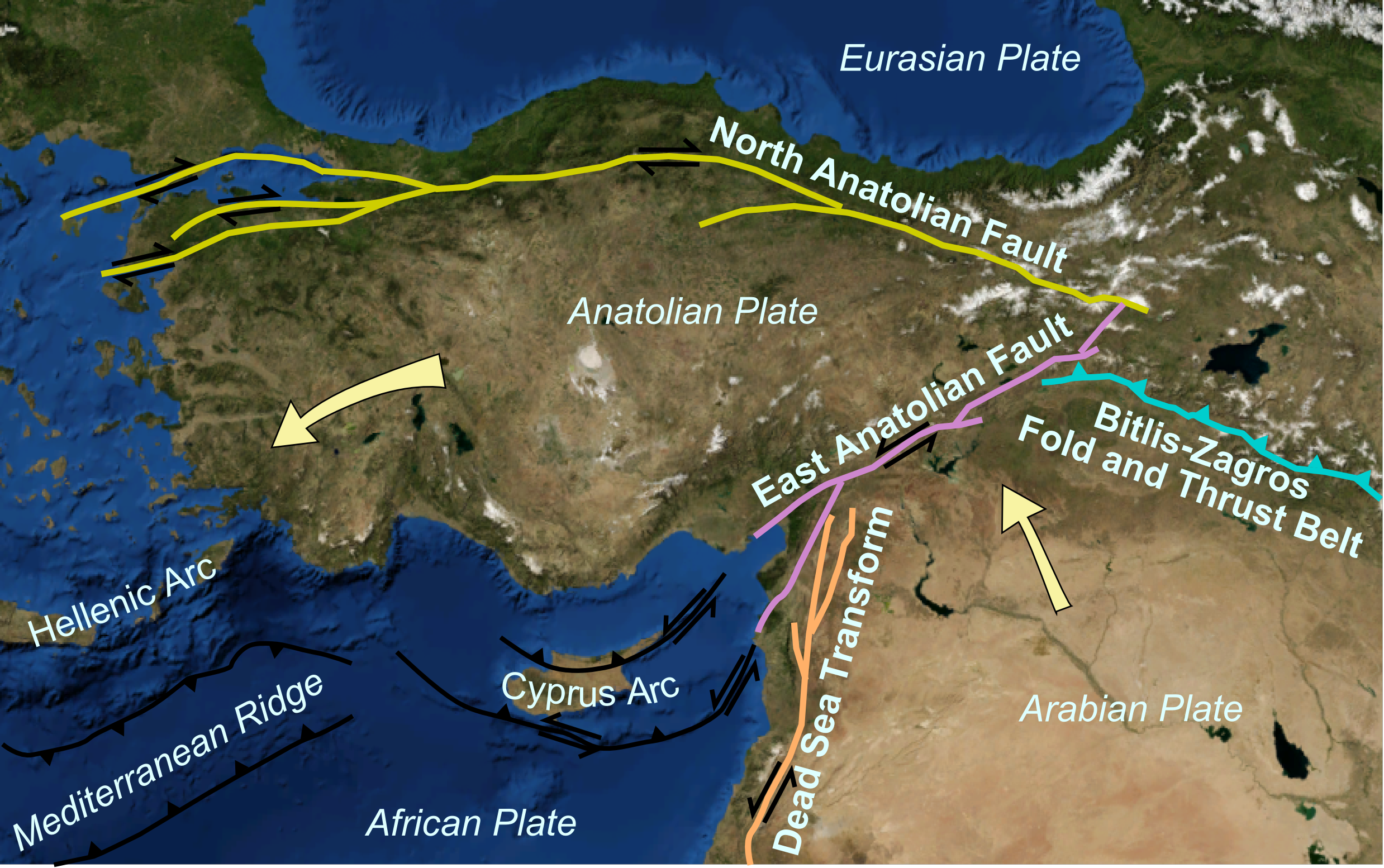
Faglie nell'area anatolica e del vicino oriente

La faglia anatolica orientale è una grande struttura geologica con movimento sinistrorso e orientamento NE-SW, situata nella parte orientale della Turchia.
Si genera dal  punto triplo Maras, dove incontra la  faglia del levante o faglia trasforme del Mar Morto, e termina nel punto triplo di Karlıova, dove incontra la faglia anatolica settentrionale
Costituisce il confine tettonico tra la placca anatolica e la placca araba in movimento verso nord; la dislocazione è un effetto del movimento relativo tra le due placche. Questa faglia assieme alla faglia anatolica settentrionale assesta il moto verso ovest della placca anatolica causato dalla collisione in atto con la placca euroasiatica.